# Strada europea E11

Il vero logo della E11

La strada europea E11  è un asse viario misto di classe A intermedia Nord-Sud.
Collega la città francese di Vierzon a Montpellier, restando interamente in territorio francese. 
L'itinerario passa inoltre accanto al Viadotto di Garabit, costruito dall'Eiffel ed utilizza il Viadotto di Millau, che è alto oltre 270 m.

## Percorso
| E11 VIERZON-MONTPELLIER |                                    |                  |
| Tipologia               | Tratto                             | Interconnessioni |
| A71                     | Vierzon-Clermont-Ferrand           | E09, E604, E70   |
| A75                     | Clermont-Ferrand-Ceyras            | E09, E604, E70   |
| A750                    | Ceyras-Saint-Georges-d'Orques      |                  |
| RN109                   | Saint-Georges-d'Orques-Montpellier | E15, E80         |